# 기사라기역

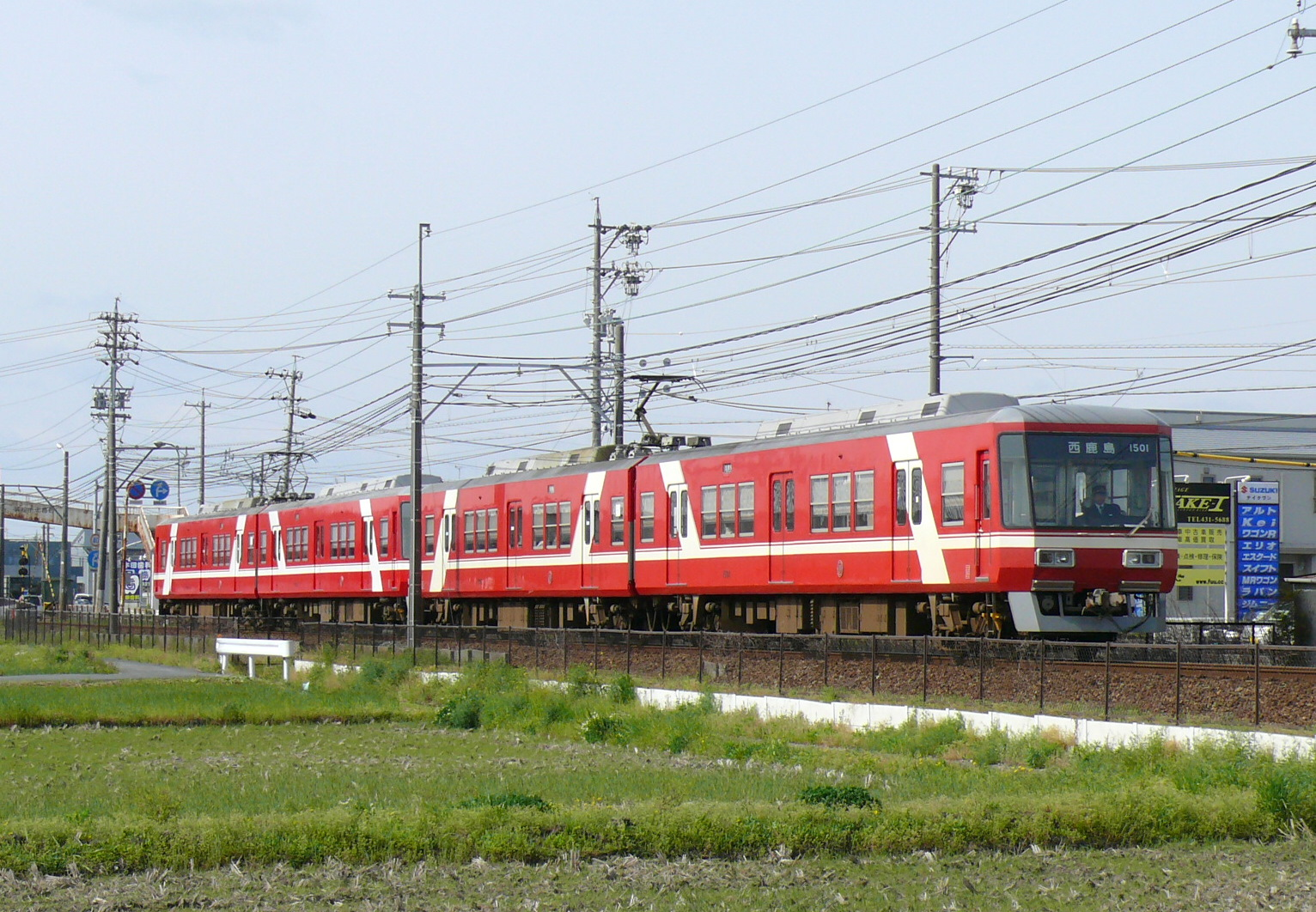
기사라기역의 배경으로 여겨지는 엔슈 철도

기사라기역(일본어: きさらぎ駅)은 일본의 인터넷 커뮤니티에서 도시 전설로 전해지는 가공의 철도역이다. 이 역이 처음으로 언급된 것은 2004년으로, 인터넷 게시판 2채널에 투고된 실황 형식의 괴기 체험담에 등장했다.

## 같이 보기
- 쓰치노코